# Medersa Al Mesbahia
La medersa Al Mesbahia, également appelée medersa Rokham (école du marbre) رخام (en Arabe) ou medersa El Khossa (école de la fontaine) خوصة (en Arabe), est une médersa construite en 1347 à Fès par le sultan mérinide Abu al-Hasan. 
Elle contient 35 chambres et deux salles de cours. Partiellement en ruine, la medersa était encore en restauration en 1437 année de l’Hégire soit en 2016 de l'année grégorienne, le roi du Maroc l'a inaugurée ainsi que 26 autres monuments historiques de la Médina de Fès, ce dernier annonce a cet effet qu'en plus de cette Medersa les autres (Seffarines, Mohammedia et Sbaiyine) ouvrirait pour le relogement de certains étudiants de l’Université Al Quaraouiyine qui sont en dernière année.